# Šaban Šaulić
Šaban Šaulić (srbska cirilica Шабан Шаулић), srbski pevec narodne glasbe, * 6. september 1951, Šabac, † 17. februar 2019, Bielefeld, Nemčija.
Tekom 50 let trajajoče pevske kariere si je Šaulić v medijih in pri poslušalcih pridobil nadimek „kralj narodne glasbe“.

## Življenje
Šaban Šaulić se je rodil 6. septembra 1951 v srbskem Šabcu. Njegova starša, Ilduza Demirović in Huso Šaulić, sta bošnjaškega porekla. Starša sta se ukvarjala s priložnostnimi deli in veliko potovala, zaradi česar je v otroštvu zanj pogosto skrbela njegova sestra. Šaulić je v mladostniških letih izkazoval veliko zanimanje za nogomet; njegov glasbeni dar je opazil stric, na pobudo katerega je začel prepevati v lokalni kafani.
Po uspehu prve izdane pesmi se je Šaulić preselil v Beograd. Leta 1970 je odslužil vojaški rok v Bitoli v današnji Makedoniji. Njegov oče je umrl, medtem ko je Šaban izvajal turnejo po Avstraliji, zaradi česar se ni mogel udeležiti pogreba; kasneje je večkrat izjavil, da se s tem nikoli ne bo mogel sprijazniti.
Leta 1974 se je poročil s svojo ženo Gordano; par se je leta 1985 razšel, a po zgolj 20 dneh nadaljeval skupno življenje. Šaulić je tedaj napisal pesem Gordana, ki je izšla na albumu istega leta. Imela sta tri otroke, sina Mihajla ter hčeri Sanelo in Ildo. Ilda Šaulić je prav tako pevka.
Šaulić je umrl 17. februarja 2019 v zgodnjih jutranjih urah v prometni nesreči na avtocesti A2 na severozahodu Nemčije. Ob vračanju s koncerta v mestu Bielefeld na letališče je v pevčev avtomobil s hitrostjo 180 kilometrov na uro naletel 34 letni voznik, ki je vozil pod vplivom alkohola in brez vozniškega dovoljenja. Šaulić, ki je potoval na sovoznikovem sedežu, je kmalu po nesreči umrl v bielefeldski bolnišnici,voznik klaviaturist Mirsad Kerić je umrl dan po nesreči. Ob pevčevi smrti so svoje sožalje izrazili mnogi srbski glasbeniki. Pokopan je bil 22. februarja 2019 na aleji zaslužnih meščanov na Novem pokopališču v Beogradu.
Ob dnevu državnosti Srbije februarja 2020 je predsednik Srbije posthumno odlikoval Šaulića z zlato medaljo za zasluge.

## Glasbena kariera
Prvo ploščo s singlom Dajte mi utjehu je Šaulić posnel za PGP RTB leta 1969, ko je bil star 18 let. Do leta 1976 je bil avtor njegovih pesmi Budimir Jovanović, medtem ko je odtlej pesmi večjidel zlagal sam, največ na besedila Radeta Vučkovića.
Pesmi Dođi da ostarimo zajedno in Dva galeba bela po ocenah kritikov veljata za dve od najboljših srbskih narodnih pesmi vseh časov. Njegove druge velike uspešnice so bile med drugim Uvenuće narcis beli, Sine, Danima te čekam, Sneg je opet, Snežana, Odlaziš, odlaziš in Pozn'o bih te međ' hiljadu žena.
Šaulić se je pojavil v stranski vlogi v filmu Sok od šljiva leta 1981, medtem ko je za druga sezona serije Ubice mog oca zapel pesem Nemam više nikoga. Bil je član žirije v glasbenih šovih Zvezde Granda (2013–2016) in Pinkove zvezde (2016–2017).

## Diskografija
Šaulić je skupno izdal 22 plošč s singli in preko 30 albumov.

### Singli
- Dajte mi utjehu (1969)
- Sutra nek dođe kraj (1970)
- Zbog neverstva jedne žene (1970)
- Sada je svemu kraj (1971)
- Sjećam se te žene (1972)
- Bio sam pijanac (1972)
- Dva oka njena (1973)
- Ne pitaj me kako mi je, druže (1973)
- Duša me boli, draga (1974)
- Kako si, majko, kako si, oče (1974)
- Na stolu pismo od majke/Voleo sam tvoje oči plave (1975)
- Ti motiku, a ja plug (1975)
- Ti si sada srećna (1975)
- Uvenuće narcis beli (1976)
- Nije on čovek za tebe (1976)
- Nemoj pogled da sakrivaš (1977)
- Dođi da ostarimo zajedno/Zbog tebe sam postao takav (1978)
- Pozn'o bih te međ' hiljadu žena/Samo mene volela si lažno (1978)
- Dva galeba bela (1979)
- S namerom dođoh u veliki grad (1979)
- Ne plači, dobri domaćine (1981)
- Sneg je opet, Snežana/Najlepša ženo vremena svih (1981)

### Albumi
- Bio sam pijanac (1972)
- Tužno vetri gorom viju (1974)
- Šaban Šaulić (1975)
- Dođi da ostarimo zajedno (1978)
- Sudbina je moja u rukama njenim (1979)
- Ponovo smo na početku sreće (1980)
- Meni je s tobom sreća obećana (1981)
- Sve sam s tobom izgubio (1982)
- Tebi ne mogu da kažem ne - Ne plači, dušo (1984)
- Kafanska noć (1985)
- Kad bi čaša znala - Laku noć, ljubavi (1986)
- Biseri narodne muzike (1986)
- Kralj boema veruje u ljubav (1987)
- Samo za nju (1988)
- Vreme za zaljubljene (1988)
- Ljubav je pesma i mnogo više (1989)
- Pomozi mi, druže, pomozi mi, brate (1990)
- Ljubavna (1990)
- Anđeoska vrata (1992)
- Ljubavna drama (1994)
- Volim da volim (1995)
- Tebi koja si otišla (1996)
- Od srca (1996)
- Ljubav je slatka robija (1997)
- Tebe da zaboravim (1998)
- Za novi milenijum (1999)
- Nema ništa, majko, od tvoga veselja (2001)
- Kralj i sluga (2002)
- Šadrvani (2003)
- Telo uz telo (2005)
- Bogati siromah (2006)
- Milicu Stojan voleo (2008)